# Puertos de ensueño
Puertos de ensueño es una película de Argentina en blanco y negro dirigida por Cándido Moneo Sanz según su propio guion que se estrenó el 14 de julio de 1942 y que tuvo como protagonistas a Alfredo Jordán, Toti Muñoz y Cirilo Etulain.

## Sinopsis
El hijo de un marino se larga al mar pese a la negativa de su madre.

## Reparto
- Alfredo Jordán
- Toti Muñoz
- Cirilo Etulain
- Felipe Panigazzi
- Gregorio Verdi
- Yaya Palau
- Alba Mujica
- Luisa Pittaluga
- José Vaccaro

## Comentarios
La crónica de El Mundo se refirió al estreno del filme realizado en la sala Cine Arte afirmando que "sólo la fotografía justificó esa honrosa representación en una sala de esa índole...lo demás artísticamente queda en intento" y Manrupe y Portela escriben que la película, que es precaria en la puesta, destacó en su momento por su fotografía, inquieta y de criterio estético renovador.